# Guapotá (ort)
Guapotá är en ort i Colombia.   Den ligger i departementet Santander, i den centrala delen av landet, 210 km norr om huvudstaden Bogotá. Guapotá ligger 1 480 meter över havet och antalet invånare är 564.
Terrängen runt Guapotá är lite bergig. Runt Guapotá är det ganska glesbefolkat, med 39 invånare per kvadratkilometer. Närmaste större samhälle är Socorro, 19,0 km norr om Guapotá. Omgivningarna runt Guapotá är en mosaik av jordbruksmark och naturlig växtlighet.